# The Master of the House (film 1914)
The Master of the House è un cortometraggio muto del 1914 diretto da Richard Stanton. Prodotto da Thomas H. Ince per la Kay-Bee Pictures, aveva come interpreti lo stesso regista Richard Stanton, Arthur Maude, Rhea Mitchell, Ida Lewis, Gertrude Claire.

## Trama
Proprietario delle Croesus Mines, Guy Winston si reca nell'Est per fondare una compagnia. Invitato a casa di Wayne, uno dei suoi soci in affari, si innamora di una delle altre ospiti, Lois Herrington, una signorina della buona società che ha una madre molto ambiziosa e un fratello buono a nulla. Anche se Lois ricambia il suo amore, si sente comunque, per censo, al di sopra di lui e, quando lo sposa, non solo lo trascura ma non ha alcuna remora nell'assecondare i suoi familiari che usano Guy come un ufficiale pagatore, collezionando fatture e conti scandalosi che lui paga senza mai fiatare. Dopo qualche tempo, però, Guy si stanca di quella situazione e annuncia alla moglie che sta per partire per l'Ovest, dove vuole stabilirsi permanentemente. Alla sua richiesta di sapere quando lei potrà raggiungerlo, Lois lo irride. Lui le chiede di restare quella sera a casa, ma lei si rifiuta. Guy, allora, la lega a una sedia dove lei rimane, prima di arrendersi, fino al mezzogiorno del giorno seguente. Riconquistato il suo amore, la fiamma si riaccende. Prima della sua partenza, la moglie viene da lui a chiedergli se sarà capace di trovare una casa per loro due. Felicemente riconciliati, decidono allora di lasciare lì nell'Est mamma e fratello, mentre loro partono insieme per l'Ovest.

## Produzione
Il film fu prodotto dalla Kay-Bee Pictures.

## Distribuzione
Distribuito dalla Mutual, il film - un cortometraggio in due bobine - uscì nelle sale statunitensi il 20 novembre 1914.